# Gustaf Kossinna
Gustaf Kossinna (28 septembre 1858 à Tilsit – 20 décembre 1931 à Berlin), professeur de l’université Humboldt de Berlin, était un linguiste et archéologue allemand spécialisé dans l'histoire des anciennes cultures germaniques. Pionnier de l'organisation scientifique des fouilles archéologiques (Siedlungsarchäologie), il fut, avec son compatriote Carl Schuchhardt, l’un des archéologues les plus influents de son temps. Ses théories nationalistes sur les origines des peuples germaniques devaient influencer bien des aspects de l'idéologie nazie, encore que les nazis eux-mêmes fissent plutôt de Schuchhardt la caution scientifique de leurs idées.

## Biographie
Kossinna est un Masurien germanisé. Né à Tilsit, en province de Prusse-Orientale, en 1858, il est le fils d'un professeur de lycée. Il apprend tout jeune le latin et le piano.
Il étudie la philologie classique et moderne dans plusieurs universités : Göttingen, Leipzig, Berlin et Strasbourg, comme de nombreux étudiants allemands. Karl Müllenhoff, professeur berlinois intéressé par les antiquités germaniques, exerce sur lui une grande influence, l'encourageant à étudier les origines de la culture indo-européenne et de la culture germanique; cette étude l'incite à se tourner progressivement vers l'archéologie. Bibliothécaire à Bonn, Halle, puis Berlin, il utilise son poste pour acquérir de solides connaissances en archéologie.
Il obtient son doctorat, consacré aux premières traces du francique, à l'université de Strasbourg en 1887. Au départ intéressé par les sources épigraphiques, il s'oriente progressivement vers l'étude d'autres sources, les matériaux archéologiques, et entre à la société anthropologique de Berlin.
Docteur en archéologie, il commence à se faire connaître par ses conférences en 1895. Mais, c'est en 1896 qu'il expose ses idées dans une série de conférences sur « Les origines préhistoriques des Teutons en Allemagne ». En 1902, il obtient la chaire d'archéologie germanique à l'université de Berlin. Cette année-là, il publie pour la première fois son hypothèse selon laquelle les peuples de la culture de la céramique cordée ne sont autres que les Indo-Européens. Ce point de vue, qui revient à situer le berceau des Indo-Européens dans le Schleswig-Holstein, est de plus en plus contesté au cours des deux décennies suivantes. Kossina n'en continue pas moins à défendre cette thèse dans ses nombreux ouvrages sur les origines des Germains, créant la Deutsche Gesellschaft für Vorgeschichte pour promouvoir l'archéologie des Germains. Autorité toujours reconnue dans le monde germanophone, il reste aussi comme l'un des chercheurs qui ont mis leur savoir au service de l’expansionnisme allemand; ainsi, dès 1912, Kossina défend la thèse que la Posnanie et la région autour de Dantzig ont toujours été habitées par des populations germaniques; après la paix de Versailles, cette affirmation se fait de façon plus revendicative encore.

## Cultures matérielles et ethnies
Dès les années 1890, il propose une vision de la population originelle du continent européen à partir de l'archéologie,.

### Axes de recherche
Kossinna développe l'idée selon laquelle on peut reconnaître aux vestiges archéologiques une ethnie occupant un territoire déterminé, ces vestiges permettant de déterminer son origine raciale. Il formule ainsi son « hypothèse culturelle-historique », ou « loi de Kossina » selon laquelle « les aires de cultures archéologiques définies précisément correspondent sans discussion possible avec la notion de peuples ou de tribus particulières »,. Contrairement à l'archéologie moderne, qui ne parle plus que de sites individuels ou de traits caractéristiques, Kossinna estime, pour reprendre les mots de Stefan Arvidsson, qu’« un ensemble cohérent d'artefacts archéologiques, une culture, est le témoignage d’une ethnie homogène ». Sa démarche consiste donc à analyser la répartition spatiale de matériaux dans un espace donné, faisant de la carte un outil pour l'archéologue, autorisant une réflexion sur le développement spatial d'une civilisation.
Gustaf Kossina adhère à la thèse de l'origine baltique de la civilisation européenne, dans la droite ligne de certains penseurs nationalistes allemands de l'époque, fortement influencés par le philologue Ludwig Geiger.
Fort de ce postulat, il admet que la dispersion des populations indo-européennes se fait lors des périodes tardives du Néolithique, lors de quatorze raids menés par une caste guerrière minoritaire, qu'il affirme être en mesure de dater. Ainsi, il s'intéresse aux traces laissées par la culture rubanée et par celle de la céramique cordée. Dans le même mouvement, reprenant les thèses du préhistorien Ludwig Wilser (de) et sous l'influence du romantisme allemand et de sa conception du Volksgeist,,, Kossinna situe le berceau originel des populations germaniques dans le Nord de l'Allemagne actuelle.
Il théorise ainsi les bases d'une nouvelle école archéologique, la Siedlungsarchäologie, l'archéologie de peuplement, basée sur l'étude des manifestations culturelles d'une société disparue et sur leur transmission au fil des âges. Avec cette idée-force, il définit le concept de « provinces culturelles », des aires géographiques sur lesquelles s'épanouissent des cultures données. Ayant des notions de biologie, il utilise ces notions dans l'élaboration et dans la formulation de ses idées, affirmant que les groupes ethniques transmettent au fil des générations non seulement des caractères physiques, mais aussi des éléments culturels. Ainsi, selon lui, par la méthode de recherche en archéologie qu'il préconise, il serait possible de reconstituer l'aire d'expansion des peuples germaniques depuis la Préhistoire.
Par ses méthodes et les présupposés qu'il utilise, Kossinna est, selon Jean-Paul Demoule, l'un des précurseurs des méthodes utilisés par les archéologues allemands durant la période du Troisième Reich. En effet, ses conclusions sont suivies par Alfred Rosenberg, ainsi que les chercheurs engagés dans les structures qu'il contrôle.

### Influences et évolutions
Kossina s'appuie sur ses pairs pour bâtir ses propres méthodes et présupposés.
Ainsi, frappé par les travaux de l'archéologue suédois Oscar Montelius, il affirme que les traces archéologiques laissées par une population se révèlent des moyens d'étude privilégiée de l'extension d'une population sur un territoire au fil des siècles.
À partir des années 1920, dans un climat de nationalisme exacerbé, il reprend les théories d'archéologues germanomanes, proches de l'extrême-droite völkisch, notamment Hans Günther ; il est ainsi amené à proclamer la supériorité des peuples germaniques identifiés par Günther.
De plus, sa position de titulaire de la chaire d'archéologie germanique à Berlin lui permet de former les archéologues appelés à la succéder ; il devient ainsi, peu de temps avant sa mort, l'un des préhistoriens parmi les plus suivis dans les milieux völkisch.

### Une archéologie nationaliste

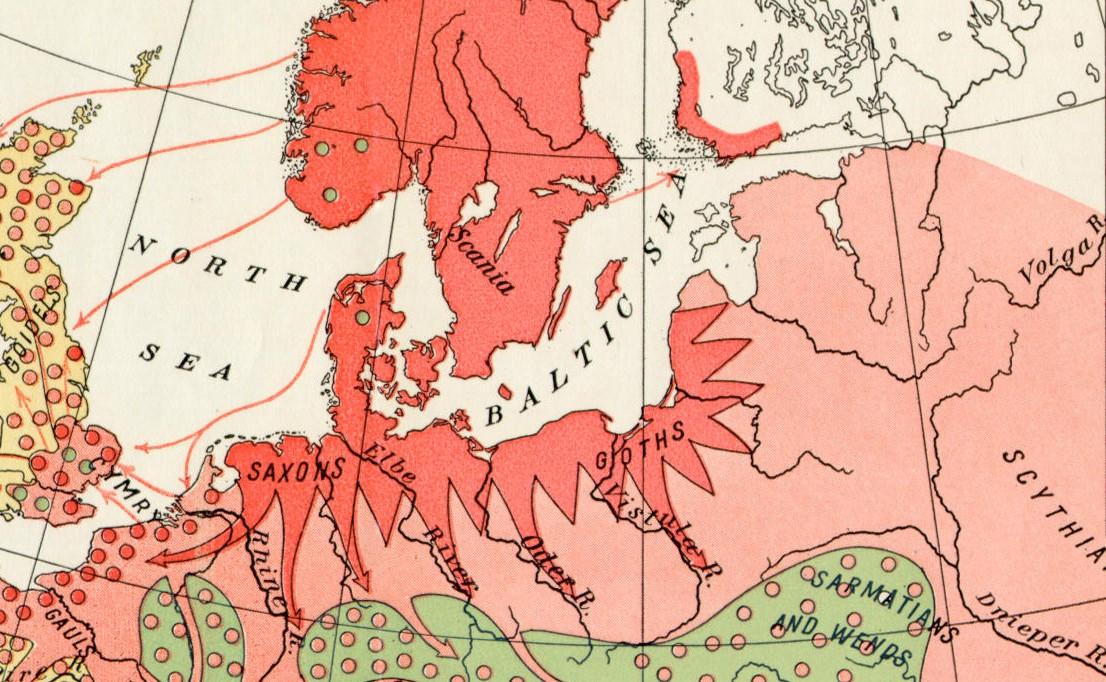
L’expansion des Goths, selon Madison Grant (The Passing of the Great Race, 1916).

Les idées de Kossinna sont associées à l'idée selon laquelle les peuples germaniques partagent une identité nationale et qu'ils bénéficient de prérogatives historiques sur les contrées qu'ils occupaient anciennement : ses travaux ont servi non seulement pour justifier les annexions en Pologne et en Tchécoslovaquie à la fin des années 1930, mais aussi la politique expansionniste du Reich dans l'ensemble du continent européen, tant à l'Ouest, qu'au Sud ou à l'Est en 1940, 1941 et 1942. Ainsi, dans son article « L’Ostmark allemand, berceau des Germains », Kossinna estime que la Pologne doit être rattachée à l'Empire allemand.
Dès 1911, dans son ouvrage manifeste, La Préhistoire allemande : une science d'intérêt éminemment national, il fournit des éléments de définition d'une préhistoire spécifiquement germanique.
Selon lui, en effet, les pays où l'on a mis au jour des vestiges matériels qu'il considère comme « germaniques » sont d'anciens territoires germaniques. En 1919, il prétend faire parvenir un exemplaire de son livre Le bassin de la Vistule, antique patrie des Germains aux plénipotentiaires réunis pour le traité de Versailles, afin de justifier que les territoires qui allaient former le nouvel État polonais, sont en réalité « allemands ». Cette utilisation des sciences à des fins politiques facilite grandement sa récupération par le Troisième Reich, mais Kossinna se cantonne au champ de l'archéologie, au contraire de ses élèves et successeurs, notamment Hans Reinerth, pour lequel les thèses développées par le NSDAP semblent une évidence.
Les ouvrages de vulgarisation de Kossinna popularisent ses idées. Il édite rapidement après avoir quitté la société d'anthropologie de Berlin une revue pour populariser ses idées, Mannus, du nom d'un ancêtre germain mythique. Rapidement ses ouvrages connaissent un certain succès, notamment grâce à la diffusion de l'un de ses livres les plus célèbres, La Préhistoire allemande : une science d'intérêt éminemment national (Die deutsche Vorgeschichte - eine hervorragend nationale Wissenschaft). Dans cet ouvrage, l'auteur y développe l'idée qu'il est possible de reconnaître dans les Germains une race supérieure aux autres peuples, la Germanie constituant la clef de l'histoire non-écrite de l'Antiquité; il y définit également sa méthode de recherche. Le propos du livre est clair d'emblée, car la dédicace proclame « Au peuple allemand, cette première pierre pour la reconstruction de la patrie assaillie de l’intérieur et de l’extérieur ».
Kossinna se montre partisan d'un modèle diffusioniste de la culture, selon des bases ethniques : il reconnaît l'existence d'un « mécanisme selon lequel les influences, idées et modèles sont transmis par les peuples les plus avancés à ceux avec lesquels ils entrent en contact. Son modèle est axé sur la supériorité des populations indo-européennes, en mesure de conquérir de vastes territoires en raison d'une hypothétique supériorité raciale. Selon lui, la supériorité de la culture germanique justifie les programmes annexionnistes du Reich.
Ce diffusionisme est cependant tempéré par sa volonté de donner aux premières populations à s'installer durablement sur un territoire donné un droit immémorial sur ce territoire, justifiant ainsi les prétentions allemandes sur les régions détachées du Reich en 1919 pour être dévolues à la Pologne ressuscitée, justifiant ainsi une politique d'agression envers cet État.

## Critiques et postérité

### Critiques de ses méthodes
Les idées de Kossinna, l'origine nordique des populations européenne, sont reprises par le mouvement völkisch, fournissant un motif aux germanomanes qui gravitent autour des idées développées autour de ce mouvement. Elles ont été sévèrement critiquées, à la fois par leur portée politique, mais aussi pour les ambiguïtés de méthode sur lesquelles elles se fondaient.
Ainsi, selon Jean-Paul Demoule, le matériel archéologue mis au jour ou exploité par ses travaux est toujours utilisé en vue de justifier les présupposés théoriques de sa vision ethnique de l'histoire du peuple germanique originel. Dans le même temps, au fil de ses textes, Kossinna s'est abondamment contredit lui-même et ses contradicteurs ne se privent pas de le rappeler.
Otto Schrader formule ainsi, dès les années 1910, cinq principales critiques aux travaux de Kossinna. Selon Schrader, certaines affirmations ont été avancées sans preuves, notamment en ce qui concerne la répartition originelle des Indogermains primitifs ; l'importance accordée aux migrations, se fait au détriment, des autres facteurs explicatifs, notamment le commerce ; aucune preuve matérielle n'atteste l'origine nordique des migrations germaniques ; la faiblesse des preuves avancées fragilise ses théories; enfin, les matériaux utilisés pour étayer ses théories proviennent tous d'Europe occidentale.
L'archéologue polonais Majewski formule en 1915 une critique en trois points, mettant en avant l'importance des idées sur les faits, l'utilisation importante voire exclusive de l'archéologie pour la résolution de problèmes linguistiques, et l'absence de règles strictes dans l'analyse des artefacts.
Hans Jürgen Eggers (de) a résumé les principales failles du raisonnement de Kossina. Les réserves que suscitent les méthodes de Kossina sont de plusieurs ordres, ordonnées autour de critiques de sa méthode de travail, de ses présupposés idéologiques et de son manque de réflexion sur les causes des phénomènes qu'il étudie. Ainsi, ses méthodes de travail font l'objet de critiques acerbes : sa méthode n'est nulle part définie clairement, il néglige de présenter en détail les vestiges archéologiques dont il se sert, et se borne à dresser des cartes de dissémination d'objets apparentés sur des vastes territoires, il tend à ignorer les aspects taphonomiques, c'est-à-dire les distorsions que la conservation des vestiges peut entraîner sur l'interprétation et il confond facilement les concepts de disciplines différentes (notamment l'archéologie et la linguistique : par ex., s’il y a bien des parlers « germaniques » clairement définis en linguistique, on ne peut qualifier des vestiges matériels de « germaniques »); de plus, il manque de cohérence dans l'application de sa démarche : ses arguments reposent fréquemment sur des cas d’espèce, il omet de parler du contexte des fouilles qu'il décrit. Ensuite, les résultats de ses recherches sont fortement marqués de postulats inspirés par le pangermanisme ou le racisme : ainsi, il ne définit pas les termes de « peuples » (Völker), de « tribus » (Völkerstämme), ou de géographie des cultures. Il conçoit les cultures comme des entités monolithiques ; il ne démontre pas en quoi les vestiges sont propres à une ethnie ; il présuppose une continuité de peuplement. Enfin, il ne s'interroge pas sur les causes de la production des artefacts dont il dispose, et néglige ostensiblement les raisons socio-économiques de la production des artefacts à sa disposition; en effet, il distingue arbitrairement le commerce et les migrations et ne s'interroge pas sur les causes des mouvements de population.
D'autres archéologues, notamment Schuchhard, lui ont reproché sa vision de l'archéologie : en effet, Kossinna n'a jamais dirigé de campagne de fouille; leur querelles défraie la chronique avant la Première Guerre mondiale, s'exposant dans deux revues antagonistes patronnées chacune par l'un des deux archéologues.
Malgré les critiques sur la méthode d'analyse et l'emploi qu'en fit Kossinna, il n'a pas été le seul à la mettre en œuvre : elle se développait simultanément ailleurs en Europe et aux États-Unis. Ces critiques se formulent d'autant plus aisément parmi les archéologues que Kossinna n'a jamais dirigé de chantier de fouilles ou même fouillé lui-même les sites dont il définit la population.

### Postérité
Enseignant d'une partie importante des archéologues allemands ayant mené une partie de leur carrière durant le Troisième Reich, Gustaf Kossinna a été l'un des inspirateurs des recherches menées durant la période nazie. Cependant, cet héritage a été occulté, voire remis en cause après 1945, la critique de ses théories devenant un passage obligé pour les archéologues après la défaite allemande.
En effet, formant dans les dernières années de sa vie ses étudiants selon les principes développés dans les années 1920, il joue un rôle important dans la formation de Hans Günther et Hans Reinerth, deux des principaux responsables de l'archéologie nazie, ou encore Max Ebert (de), son successeur à l'université de Berlin, qui ont compté parmi ses élèves. Un certain nombre de ceux-ci ont assumé leur engagement au sein du Troisième Reich, menant ainsi une brillante carrière durant cette période, à l'image de Werner Buttler (de) ou Rudolf Stampfuss (de).
Les principes qu'il a mis en place, l'archéologie de peuplement, Siedlungsarchäologie, ont été détournés par ses élèves et continuateurs, notamment lors des projets de fouilles lancés par les différentes institutions archéologiques qui évoluaient au sein du Troisième Reich. Mais le Troisième Reich constitue le principal héritier des recherches de Kossina, trop politique pour que les responsables du Reich ne s'y intéressent pas. En effet, dès 1933, ses recherches sur la Préhistoire sont exploitées par les préhistoriens nazis, dont le rôle n'est pas de discuter les théories de Kossina, mais de préciser l’extension territoriale des différentes vagues de colonisation nordique en Europe : ainsi, à partir de 1933, Franz Petri ou Georg Kraft (de) font appel aux méthodes de Kossina pour attester de la présence de vestiges de la civilisation des champs d'urnes dans l'Est de la France de l'installation de populations germaniques en France, dans une zone incluant la rive droite de la Seine.
Malgré les abondantes critiques dont ses travaux ont été l'objet, ses travaux ont rapidement été occultés après la défaite du Reich en 1945, tandis que son principal élève, Hans Reinerth, exclu du NSDAP par Martin Bormann en février 1945 pour avoir entretenu des liens amicaux avec l'archéologue d'origine juive Gerhard Bersu, est, après la fin du conflit, désigné comme le principal responsable de la collusion entre les archéologues et le régime nazi. Dans les années suivantes, le « syndrome Kossina », tel qu'il a été appelé dans les années 1980, le refus de l'interprétation des données archéologiques, serait, d'après Laurent Olivier, prégnant parmi les archéologues allemands; selon eux, les faits, les artefacts, sont neutres, tandis que l'interprétation est sujette à caution.
Considérées comme une « parenthèse aberrante » dans l'histoire de l'archéologie allemande et européenne, ses conclusions ont systématiquement été écartées du champ scientifique après 1945; cependant, après une phase d'oubli durant les années 1950, les questionnements qu'ils soulèvent, l'assimilation entre une culture archéologique et une ethnie, sont repris; selon Jean-Paul Demoule, par l'ensemble des archéologues européens pour la période néolithique. Ces thèses diffusionnistes ont connu un regain de succès avec les travaux de Marija Gimbutas, archéologue américaine s'intéressant à la diffusion des peuples indo-européens en Europe centrale.
Encore aujourd'hui, on continue de cartographier les cultures matérielles. Sa méthode purement déductive est globalement partagée par les chercheurs de sa génération. Les conclusions de Kossinna semblent rester prégnantes dans le paysage de l'archéologie européenne. L'équation de Kossinna entre identification ethnique et culture archéologique reste l'objet de débats entre archéologues, préhistoriens et paléogénéticiens